# Utopia (Doctor Who)
"Utopia" é o décimo primeiro episódio da terceira temporada da série de ficção científica britânica Doctor Who, transmitido originalmente através da BBC One em 16 de junho de 2007. É o primeiro de três episódios que formam o season finale da temporada, juntamente com "The Sound of Drums" e "Last of the Time Lords". Enquanto todos foram escritos por Russell T Davies, "Utopia" foi dirigido por Graeme Harper.
Situado perto do fim do universo, 100 trilhões de anos no futuro, o episódio envolve o Professor Yana (Derek Jacobi) tentando enviar o resto da humanidade em um foguete para um lugar chamado "Utopia" com a ajuda do alienígena viajante do tempo conhecido como o Doutor (David Tennant) e seus acompanhantes, Martha Jones (Freema Agyeman) e Jack Harkness (John Barrowman). No entanto, o Doutor descobre que Yana é na verdade seu arqui-inimigo, o Mestre, um vilão da série clássica que apareceu pela última vez no telefilme de 1996.
Foi assistido por 7,3 milhões de telespectadores no Reino Unido e recebeu críticas positivas, especialmente por seu cliffhanger final, que foi considerado um dos melhores da série.

## Enredo
O antigo acompanhante do Nono Doutor, Jack, está preso na Terra e se estabeleceu em Cardiff no século XXI para esperá-lo, sabendo que ele eventualmente pousaria lá para reabastecer a TARDIS na Fenda de Cardiff. Ele usa a mão decepada do Décimo Doutor como um detector dele. Depois de pousar a TARDIS em Cardiff para reabastecer, o Décimo Doutor vê Jack correndo em direção à TARDIS e parte. Jack se agarra a cabine, fazendo com que a TARDIS voe para o fim do universo tentando se livrar dele. Ele morre na jornada, mas revive segundos depois, pois não consegue parar morto. Enquanto eles exploram o planeta Malcassairo, o Doutor, Jack e Martha encontram Padra, um humano solitário correndo por sua vida de humanoides canibais chamados Raça Futura.
O Doutor, Jack e Martha ajudam Padra a chegar a um silo de mísseis onde um foguete pretende transportar o resto da raça humana para "Utopia". Enquanto estão lá, eles encontram o idoso Professor Yana e sua assistente insetoide Chantho. O Professor pede ao Doutor para olhar o motor do foguete para determinar por que ele não consegue ser lançado, e o Doutor o ajuda a consertá-lo e dar-lhe energia. Durante os reparos, o Professor ouve repetidamente uma batida rítmica de tambor que escutou durante toda a sua vida. Quando o foguete está pronto para ser lançado, os refugiados embarcam nele. Um membro da Raça Futura causa um curto-circuito no sistema, enchendo a sala com os acoplamentos do foguete com radiação mortal e Jack segue para consertá-los.
Enquanto Jack trabalha, o Doutor admite que o abandonou propositalmente por causa da imortalidade que Rose concedeu-lhe. Jack prepara o foguete para o lançamento, enquanto Martha involuntariamente chama a atenção para o relógio de bolso do Professor, semelhante ao que transformou o Doutor de um Senhor do Tempo em um humano. Ela corre para contar ao Doutor sobre o relógio enquanto o Professor ouve vozes vindas dele.
O Doutor inicia a sequência de lançamento do foguete ao mesmo tempo em que o Professor abre o relógio de bolso. O Doutor corre de volta para a sala de controle, mas o Professor deixa a Raça Futura entrar no silo. Chantho confronta-o e ele responde que seu nome é o Mestre. Os dois se ferem fatalmente, com o Mestre entrando na TARDIS e se regenerando em uma forma mais jovem, deixando o Doutor, Jack e Martha para trás.

### Continuidade
Derek Jacobi interpreta a quinta versão do Mestre que o Doutor encontrou em tela, enquanto John Simm é o sexto. Pelo menos um comentarista de televisão especulou se "Mister Saxon" era um anagrama intencional de "Master No. Six" (Mestre N.º Seis) ou talvez fosse "uma grande pista falsa". No entanto, quando questionado, Russell T Davies afirmou que isso não foi deliberado.

## Produção

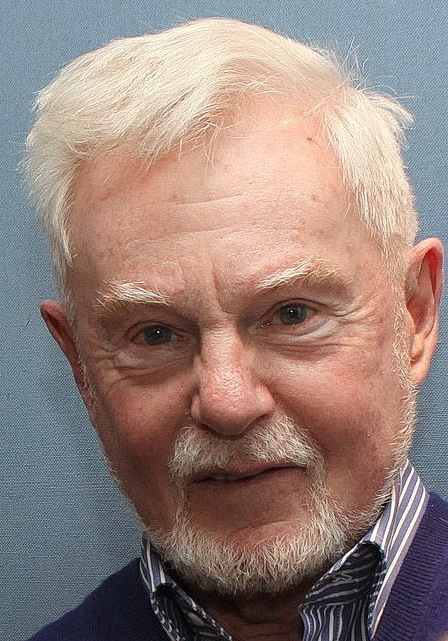
Esta foi a terceira participação de Derek Jacobi em Doctor Who, a segunda como o Mestre.

Este episódio foi anunciado como o primeiro de uma história de três partes em Totally Doctor Who, transmitido no dia anterior. Antes disso, apenas os dois episódios seguintes estariam conectados. O material de referência posterior, incluindo a pesquisa de temporada da Doctor Who Magazine, tratou os três episódios como uma única história de três partes. Russell T Davies disse que considera "Utopia" uma história separada, mas observa que a isso era arbitrário.

### Elenco
Este é o terceiro envolvimento de Derek Jacobi em Doctor Who. O primeiro foi no áudiodrama Deadline, de setembro de 2003, onde ele interpretou um roteirista que acredita ser o Doutor. O segundo foi vários meses depois, no webcast Scream of the Shalka, onde ele interpretou uma versão andróide do Mestre. Em 2017, Jacobi reprisou seu papel de "Utopia" na série de áudiodramas The War Master.
John Bell era um menino de nove anos que ganhou uma competição do Blue Peter para aparecer neste episódio.

### Música
A música composta originalmente para Torchwood pode ser ouvida durante o episódio: uma variação do tema de Torchwood toca quando Jack corre em direção à TARDIS e um tema toca quando ele morre. O tema de bateria é sugestivo do quinto e dos compassos subsequentes da música-tema de Doctor Who, composta por Ron Grainer e realizada por Delia Derbyshire.

## Transmissão e recepção
"Utopia" foi transmitido pela primeira vez no Reino Unido pela BBC One em 16 de junho de 2007. A audiência noturna mostrou que foi assistido por 7,3 milhões de telespectadores, que subiu para 7,84 milhões quando a audiência final consolidada foi divulgada. Isso o tornou o quarto programa mais assistido na BBC One naquela semana. Recebeu um Índice de Apreciação do público de 87.
Travis Fickett da IGN deu ao episódio uma nota 8,4 de 10, chamando-o de "uma maneira incrível de começar os episódios finais da temporada", elogiando particularmente como vários elementos plantados em episódios anteriores ganharam importância. No entanto, ele criticou o início do episódio, escrevendo que a entrada de Jack foi "um pouco boba" e "os restos da civilização parecem rejeitados de Mad Max sendo perseguidos por vampiros espaciais". Richard Edwards da SFX deu a "Utopia" quatro de cinco estrelas, achando que foi "minimamente desenvolvido", pois fazia parte de uma história maior, mas elogiou a história de Jack e o retorno do Mestre. O crítico do The Stage, Mark Wright, foi misto em relação a "Utopia", não gostando dos primeiros 20 minutos no planeta, mas elogiou a introdução de Jacobi como Yana, particularmente a revelação de sua verdadeira natureza. Ele se perguntou o que os fãs casuais fariam com essa informação.
O episódio foi notado por vários críticos e escritores por seu cliffhanger. Foi listado entre os melhores cliffhangers da série por Charlie Jane Anders do io9, Jeff Szpirglas do Den of Geek, e foi escolhido por Mark Harrison como o melhor cliffhanger da era do Décimo Doutor em outro artigo do Den of Geek. Também foi escolhido entre os cinco melhores da série moderna por Morgan Jeffery e Chris Allen do Digital Spy; Jeffery se referiu a ele como um "impressionantemente cliffhanger cumulativo", enquanto Allen o chamou de "excelente cliffhanger" que "eleva 'Utopia' de um episódio bastante mediano para algo completamente diferente". Stephen Brook do The Guardian o chamou de "talvez o melhor momento de toda a série" em sua análise da terceira temporada.